# Tadeusz Szulc
Tadeusz Szulc (ur. 2 stycznia 1942 we Włodzimierzu) – polski zootechnik, specjalizujący się w genetycznych i środowiskowym uwarunkowaniu produkcji i jakości technologicznej mleka, hodowli bydła; profesor nauk rolniczych, nauczyciel akademicki związany z Uniwersytetem Przyrodniczym we Wrocław i rektor Akademii Rolniczej we Wrocławiu w latach 1996–2002; były wiceminister edukacji.

## Życiorys
Szkołę średnią ukończył w 1961 w Bujnach koło Piotrkowa Trybunalskiego. W tym samym roku podjął studia na kierunku zootechnika w Wyższej Szkole Rolniczej we Wrocławiu, które ukończył w 1966. Bezpośrednio potem rozpoczął pracę na swojej macierzystej uczelni. W 1973 uzyskał stopień naukowy doktora nauk rolniczych na podstawie pracy pt. Poszukiwanie metod wczesnej selekcji bydła na podstawie niektórych wskaźników krwi. W 1979 otrzymał stopień doktora habilitowanego na podstawie rozprawy zatytułowanej Efektywność opasu buhajków rasy ncb i nczb do mas ciała 150, 300, 450 i 600 kg przy różnych systemach żywienia. W 1980 został powołany na stanowisko docenta, w 1990 objął stanowisko profesora nadzwyczajnego, a pięć lat później na stanowisko profesora zwyczajnego. Również w 1990 otrzymał tytuł profesora nauk rolniczych.
Zawodowo związany z Instytutem Hodowli Zwierząt Wydziału Biologii i Hodowli Zwierząt Akademii Rolniczej we Wrocławiu, przekształconej następnie w Uniwersytet Przyrodniczy. Od 1980 pełnił funkcję prodziekana Wydziału Zootechnicznego, a od 1983 do 1986 jego dziekana. Następnie przez trzy lata był prorektorem do spraw studenckich. W latach 1996–2002 zajmował stanowisko rektora Akademii Rolniczej we Wrocławiu. W tym okresie był m.in. wiceprzewodniczącym Konferencji Rektorów Polskich Uczelni Rolniczych. W 2002 objął kierownictwo Instytutu Hodowli Zwierząt. Został także członkiem Instytutu Genetyki i Hodowli Zwierząt Polskiej Akademii Nauk, wiceprzewodniczącym Centralnej Komisji do Spraw Stopni i Tytułów oraz rady naukowej Instytutu Zootechniki.
Tadeusz Szulc jest współautorem kilku publikacji książkowych, a także skryptów dla studentów. Łącznie opublikował około 200 opracowań, w tym około 80 oryginalnych prac twórczych i około 50 komunikatów na konferencjach krajowych i zagranicznych. Przyczynił się do rozbudowy Wydziału Zootechnicznego, a także m.in. do utworzenia nowoczesnej fermy krów mlecznych oraz do modernizacji rolniczych stacji i zakładów doświadczalnych.
Od lipca 2003 do listopada 2005 był wiceministrem najpierw w Ministerstwie Edukacji Narodowej i Sportu i następnie w Ministerstwie Edukacji Narodowej, początkowo jako podsekretarz stanu, a od maja 2004 w randze sekretarza stanu.

## Odznaczenia i wyróżnienia
Był wyróżniany nagrodami uczelnianymi, resortowymi, odznaczany przez organizacje studenckie, spółdzielcze i samorządowe. Odznaczony Brązowym i Złotym Krzyżem Zasługi, a także Krzyżem Kawalerskim (1995) i Krzyżem Oficerskim (2000) Orderu Odrodzenia Polski. W 2011 otrzymał tytułu doktora honoris causa Uniwersytetu Rolniczego w Krakowie, a w 2006 tytuł doktora honoris causa nadała mu jego macierzysta uczelnia.